# Galatasaray Spor Kulübü
El Galatasaray Spor Kulübü és una entitat esportiva turca que va ser fundada el 1905 per Ali Sami Yen i altres nois d'una escola secundària d'Istanbul, Galatasaray Lisesi. Juguen els seus partits de futbol en casa a l'estadi Türk Telekom Arena en el districte Sarıyer de la ciutat d'Istanbul.

## Nom
El club va prendre el seu nom pel barri de Galatasaray, i va ser fundat el 1905 a la Plaça de Galatasaray, a Beyoğlu, al entorn del Liceu de Galatasaray. Galatasaray significa literalment Palau de Gàlata.

## Presidents
| - Ali Sami Yen (1905–1918) (1925) - Refik Cevdet Kalpakçıoğlu (1919–1922) (1934) - Yusuf Ziya Öniş (1922–1924) (1950–1952) - Ali Haydar Şekip (1925) - Ahmet Robenson (1926) - Adnan Ibrahim Pirioğlu (1927) - Necmettin Sadak (1928–1929) - Abidin Daver (1929–1930) - Ahmet Kara (1930–1931) (1933) - Tahir Kevkep (1931–1932) - Ali Haydar Barsal (1932–1933) (1933–1934) - Fethi Isfendiyaroğlu (1933) - Ethem Menemencioglu (1934–1936) - Saim Gögen (1936–1937) - Sedat Ziya Kantoğlu (1937–1939) (1944) - Nizan Nuri (1939) | - Adnan Akıska (1939) - Tevfik Ali Çınar (1940–1942) - Osman Dardağan(1942–1943) - Muslihittin Peykoğlu (1944–1946) - Suphi Batur (1946–1950) (1965–1968) - Ulvi Yenal (1953) (1962–1964) - Refik Selimoğlu (1954–1956) (1960–1962) - Sadık Giz (1957–1959) - Selahattin Beyazıt (1969–1973) (1975–1979) - Prof. Dr. Mustafa Pekin (1973–1975) - Prof. Dr. Ali Uras (1979–1984) (1984–1986) - Dr. Ali Tanrıyar (1986–1988) (1988–1990) - Alp Yalman (1990–1992) (1992–1996) - Faruk Süren (1996–2001) - Mehmet Cansun (2001–2002) - Özhan Canaydın (2002–2008) - Adnan Polat (2008-?) - Dursun Aydın Özbek (?-2018) - Mustafa Cengiz (2018-present) |

## Seccions

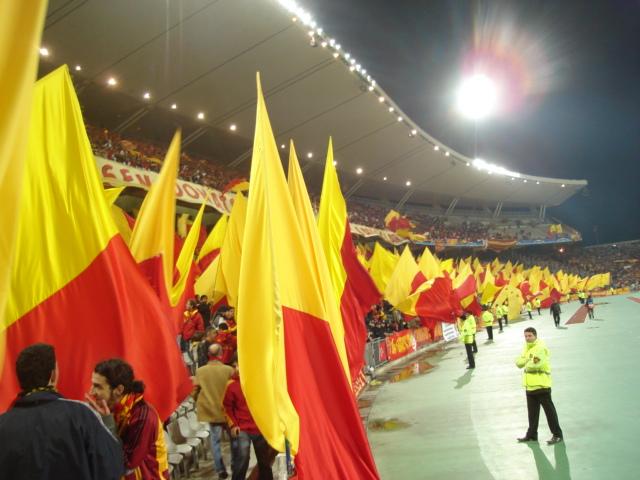
Partit de Champions league amb 70.000 espectadors.

El club té gran quantitats de seccions, com ara futbol, atletisme, basquetbol, voleibol, waterpolo, natació, rem, vela esportiva o judo.

### Voleibol
La secció de voleibol del Galatasaray S.K. és una secció professional del club que funciona de forma semiautònoma.

## Galeria

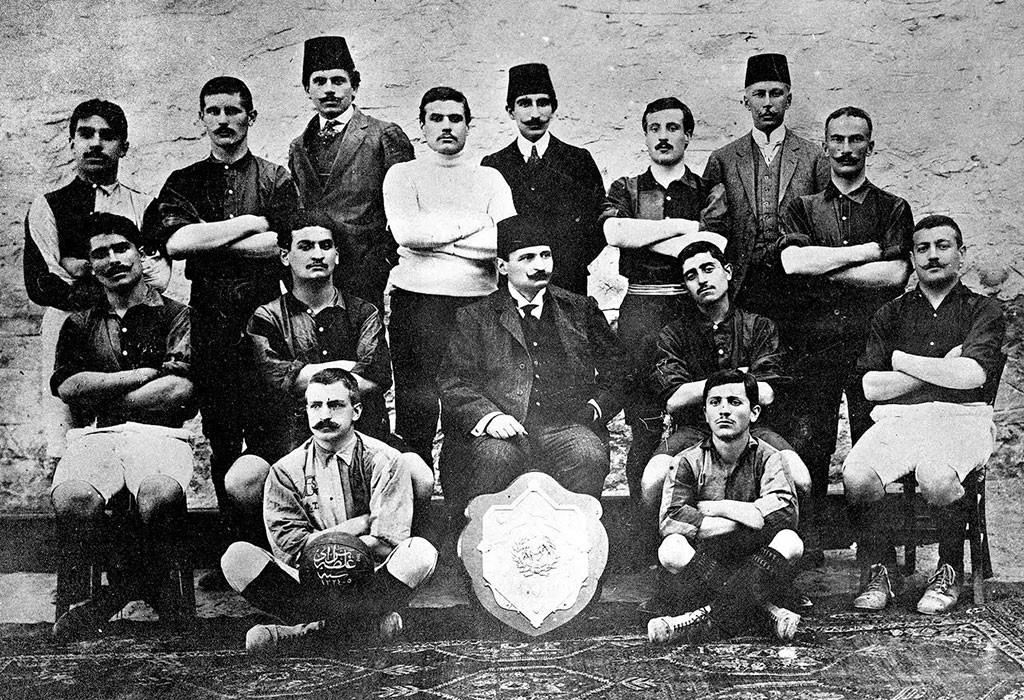
Istanbul Sunday League - Galatasaray SK 1908-09 campió
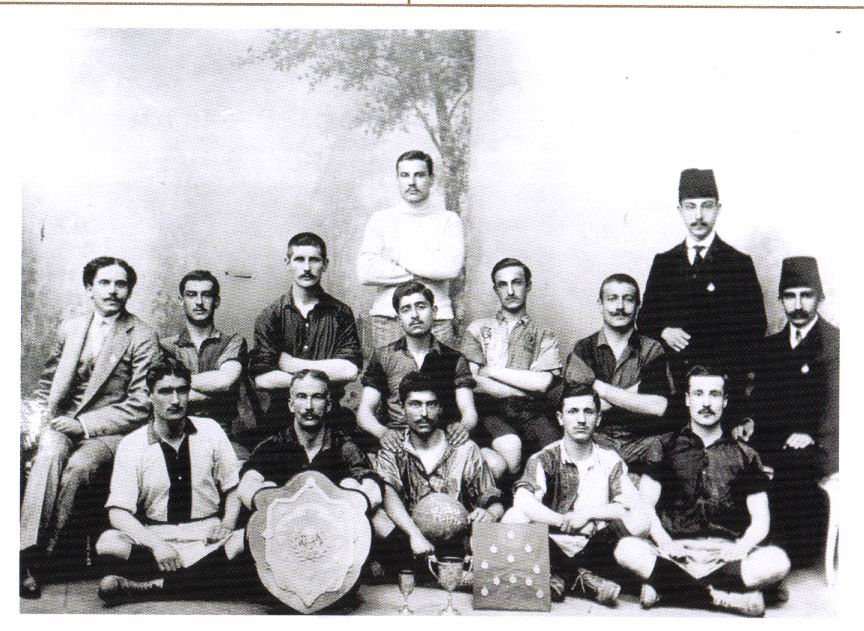
Istanbul Sunday League - Galatasaray SK 1909-10 campió
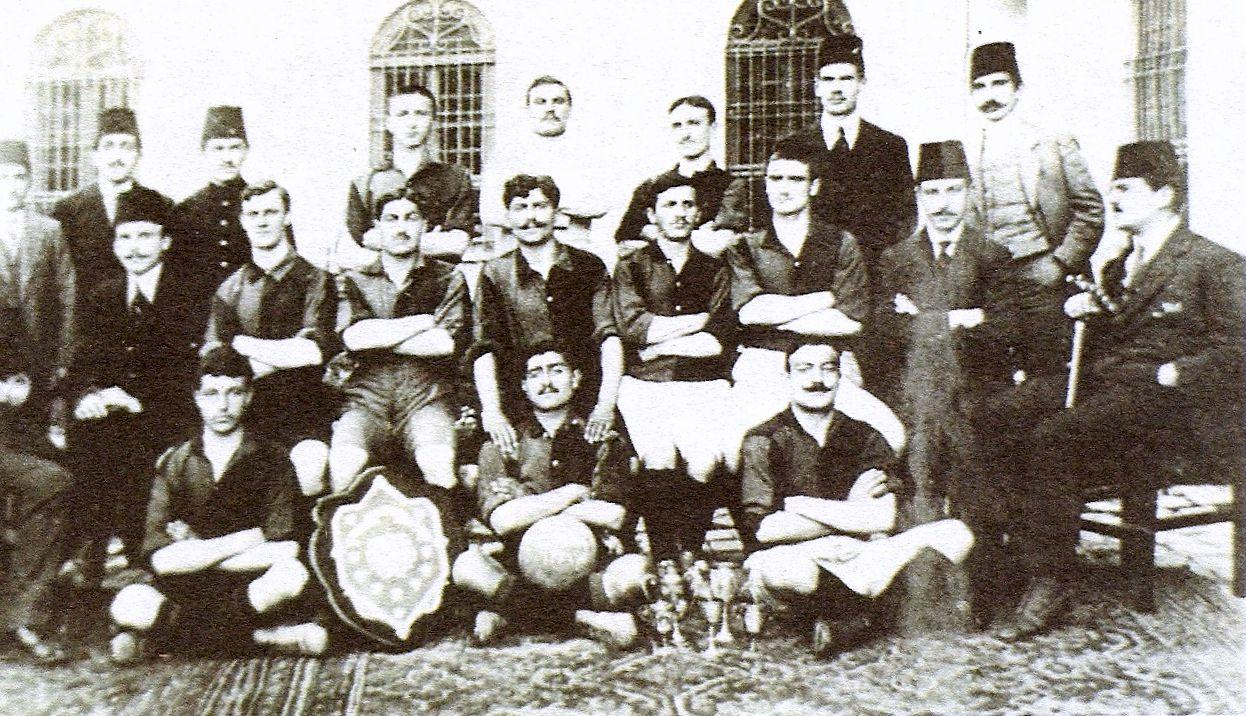
Istanbul Sunday League - Galatasaray SK 1910-11 campió
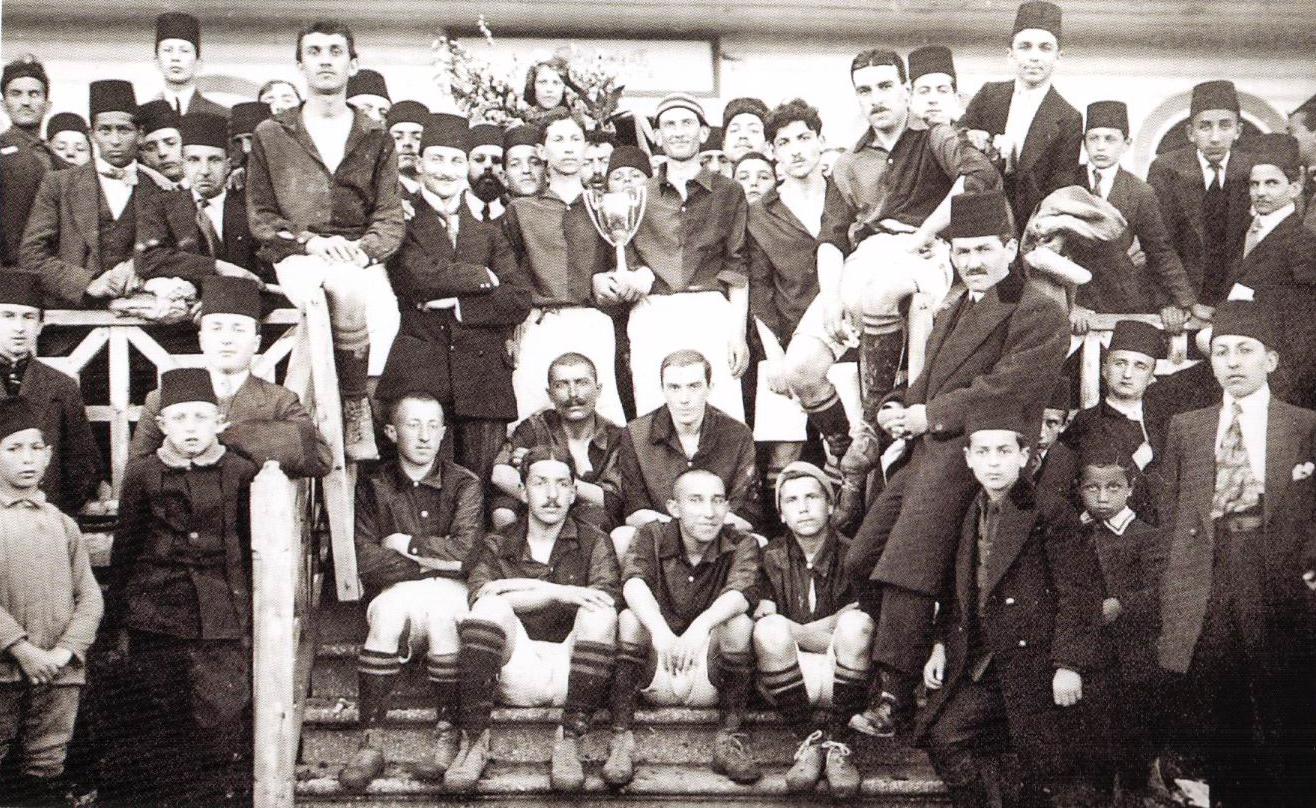
Istanbul Friday League - Galatasaray SK 1915-16 campió
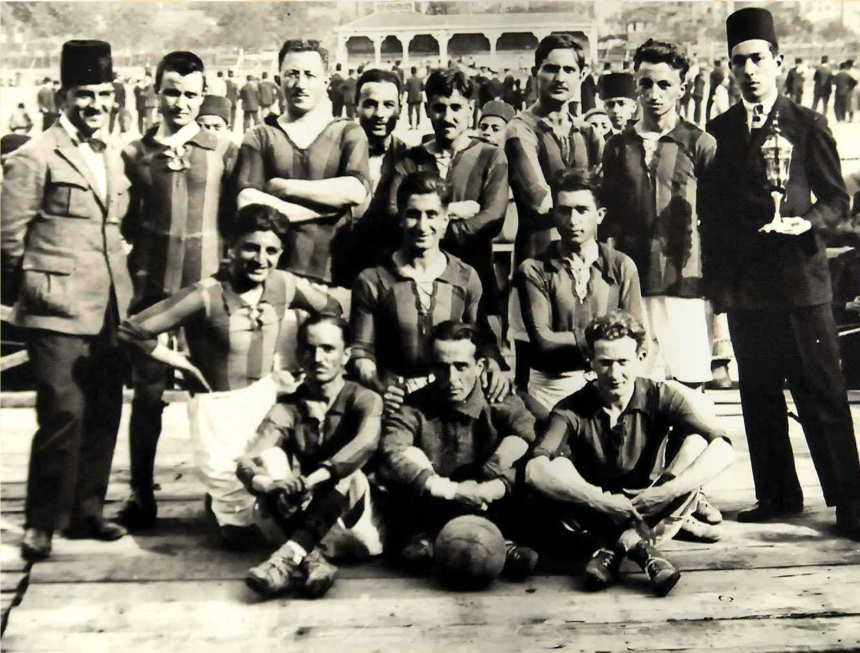
Istanbul Friday League - Galatasaray SK 1921-22 campió
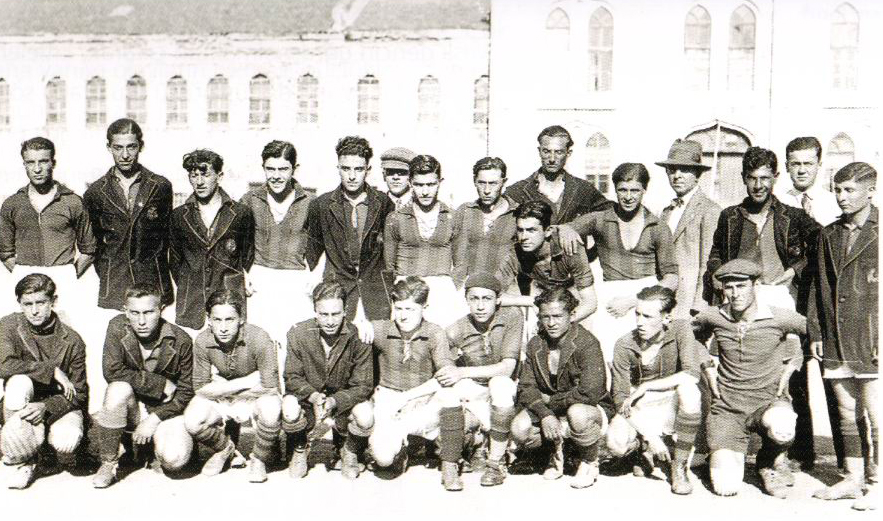
Istanbul League - Galatasaray SK 1924-25 campió
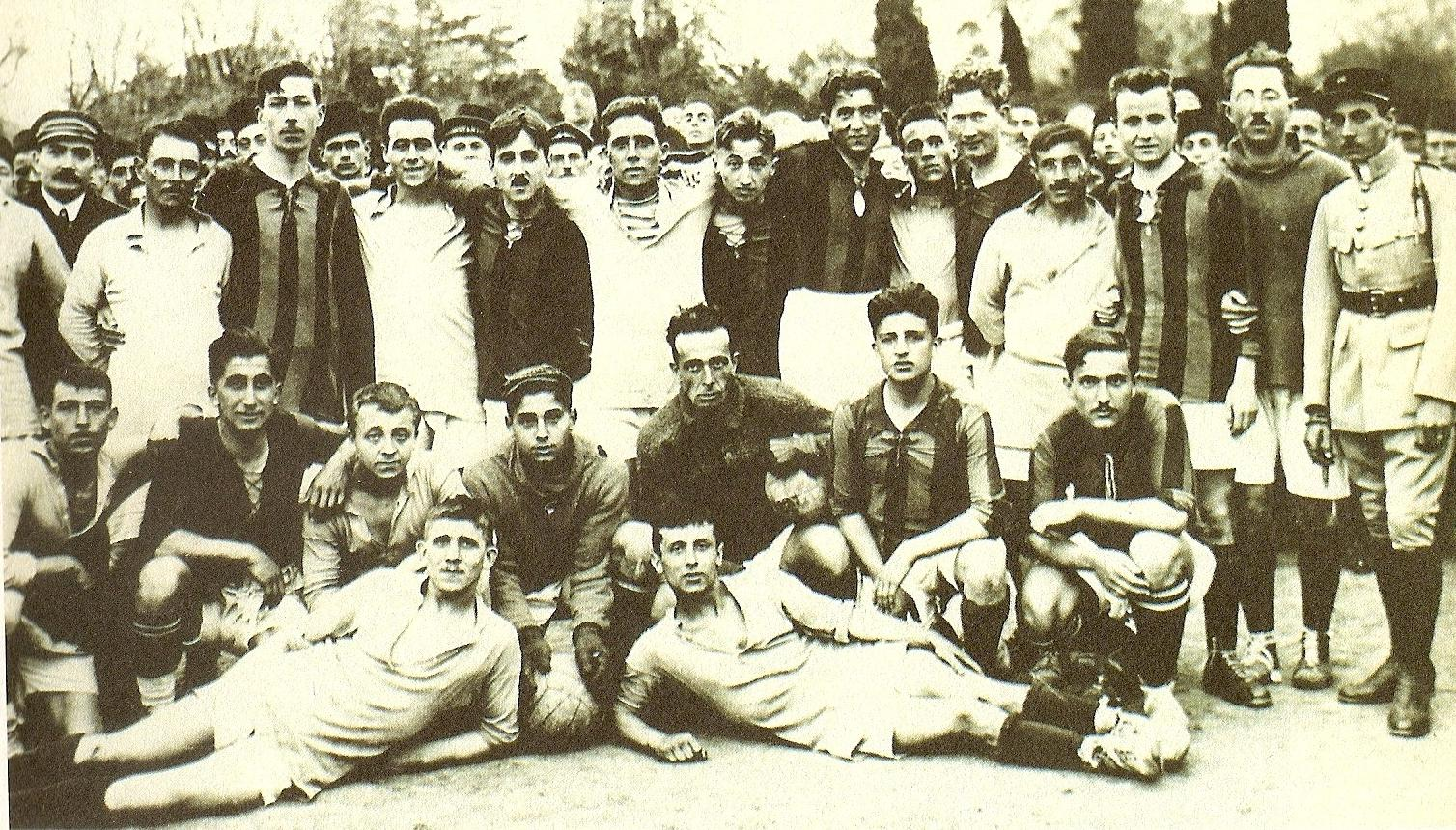
Istanbul League - Galatasaray SK 1925-26 campió
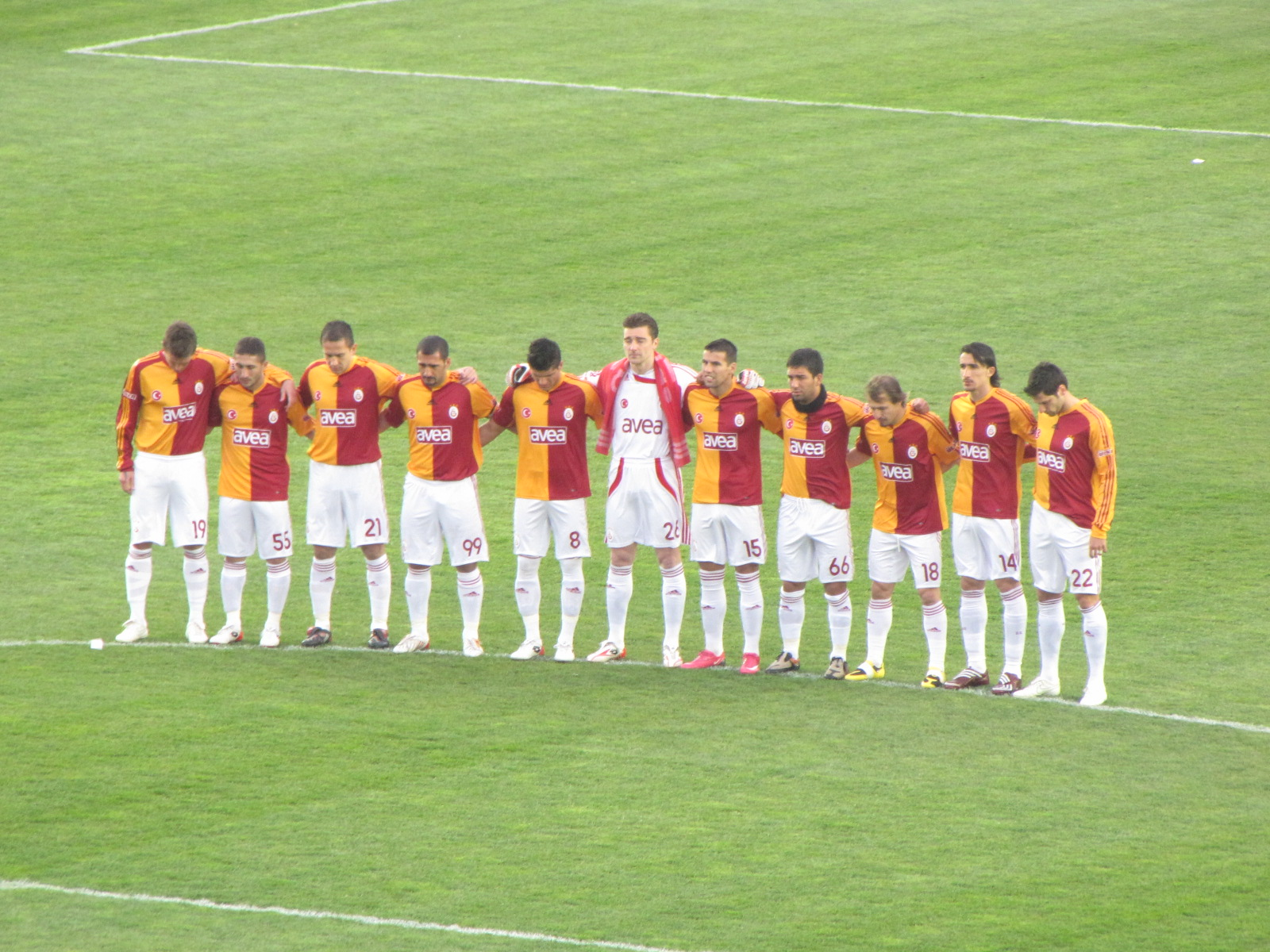
Galatasaray SK football